# وزیر علوم و آموزش عالی
وزیر علوم و آموزش عالی وزیر وزارت‌خانهٔ علوم و آموزش عالی بود.
وزارت علوم و آموزش عالی در سال ۱۳۴۶ از وزارت آموزش و پرورش مستقل شده بود. این وزارت‌خانه در اسفند ۱۳۵۷ با وزارت فرهنگ و هنر ادغام شده و وزارت فرهنگ و آموزش عالی تأسیس شد.

## فهرست
| ر. | نام     | نام                   | نگاره           | آغاز تصدی     | پایان تصدی      | هیئت دولت       | م.            |
| -- | ------- | --------------------- | --------------- | ------------- | --------------- | --------------- | ------------- |
| ۱  |         | مجید رهنما            |                 | ۲۶ مهر ۱۳۴۶   | ۱۵ بهمن ۱۳۴۹    | هویدا ۲         | [ ۲ ]         |
| ۲  |         | حسین کاظم‌زاده         |                 | ۱۵ بهمن ۱۳۴۹  | ۷ شهریور ۱۳۵۲   | هویدا ۲         | [ ۳ ]         |
| ۲  | هویدا ۳ | حسین کاظم‌زاده         | [ ۴ ]           | ۱۵ بهمن ۱۳۴۹  | ۷ شهریور ۱۳۵۲   |                 |               |
| ۳  | هویدا ۳ |                       | منوچهر شاهقلی   |               | ۷ شهریور ۱۳۵۲   | ۷ اردیبهشت ۱۳۵۳ | [ ۵ ]         |
| ۴  | هویدا ۳ |                       | عبدالحسین سمیعی |               | ۷ اردیبهشت ۱۳۵۳ | ۷ اسفند ۱۳۵۵    | [ ۶ ]         |
| ۴  |         | هویدا ۴               | عبدالحسین سمیعی | [ ۷ ]         | ۷ اردیبهشت ۱۳۵۳ | ۷ اسفند ۱۳۵۵    |               |
| ۵  |         | هویدا ۴               | قاسم معتمدی     |               | ۷ اسفند ۱۳۵۵    | ۱۵ مرداد ۱۳۵۶   | [ ۸ ]         |
| –  |         | منوچهر گنجی سرپرست    |                 | ۱۶ مرداد ۱۳۵۶ | ۵ شهریور ۱۳۵۷   | آموزگار         | [ ۹ ]         |
| ۶  |         | هوشنگ نهاوندی         |                 | ۵ شهریور ۱۳۵۷ | ۲۴ مهر ۱۳۵۷     | شریف‌امامی ۳     | [ ۱۰ ] [ ۱۱ ] |
| ۷  |         | سید ابوالفضل قاضی     |                 | مهر ۱۳۵۷      | ۱۴ آبان ۱۳۵۷    | شریف‌امامی ۳     | [ ۱۲ ]        |
| –  |         | کمال حبیب‌اللهی سرپرست |                 | ۱۵ آبان ۱۳۵۷  | آبان ۱۳۵۷       | ازهاری          | [ ۱۳ ]        |
| ۸  |         | شمس‌الدین مفیدی        |                 | آبان ۱۳۵۷     | ۱۶ دی ۱۳۵۷      | ازهاری          |               |
| –  |         | محمدامین ریاحی سرپرست |                 | ۱۶ دی ۱۳۵۷    | ۲۲ بهمن ۱۳۵۷    | بختیار          | [ ۱۴ ]        |

## یادداشت
1. ↑  رسمیت قانونی از ۳۰ بهمن